# Tú Mịch
Tú Mịch là một xã thuộc huyện Lộc Bình, tỉnh Lạng Sơn, Việt Nam.
Xã Tú Mịch có diện tích 53,73 km², dân số năm 1999 là 3.256 người, mật độ dân số đạt 61 người/km².
Theo thống kê năm 2019, xã Tú Mịch có diện tích 53,73 km², dân số là 3.751 người, mật độ dân số đạt 70 người/km².